# Lucía Topolansky
Lucía Topolansky Saavedra (Montevideo, 25 de septiembre de 1944) es una política uruguaya. Fue la 17.ª vicepresidenta de Uruguay desde el 13 de septiembre de 2017, después de la renuncia de Raúl Sendic Rodríguez, hasta el 14 de febrero de 2020 bajo la segunda presidencia de Tabaré Vázquez. 
Pertenece al Movimiento de Liberación Nacional - Tupamaros (MLN-T) e integra el Movimiento de Participación Popular (MPP), Frente Amplio. Durante 17 años y medio se desempeñó como Diputada por Montevideo y senadora respectivamente. Fue primera dama de Uruguay por ser la esposa del presidente José Mujica entre 2010 y 2015.

## Biografía

### Primeros años
Lucía Topolansky Saavedra y su hermana melliza María Elia nacieron el 25 de septiembre de 1944 en Montevideo. Son las últimas hijas del matrimonio del ingeniero civil y empresario de la construcción Luis Topolansky Müller y María Elia Saavedra Rodríguez, que ya contaban con cinco hijos.
Por parte de su padre, proviene de una familia de ascendencia polaca y por parte de su madre pertenece a una familia de clase alta de Uruguay. La familia vivía entonces en el barrio montevideano del Prado, en la casa de sus abuelos, para después mudarse al barrio de Pocitos.
Luego su familia se mudó al balneario de Punta del Este, donde su padre se asoció con una empresa constructora. Pero, al poco tiempo, debido a que el gobierno de Uruguay ejercía una oposición activa contra al gobierno de Perón, el presidente argentino ¿prohibió? a sus ciudadanos veranear en Uruguay y la empresa quebró, por lo que la familia volvió a Montevideo. Posteriormente, su padre enfermó de cáncer, quedando la familia en una crítica situación económica, pasando a depender de su abuelo, el juez de paz Enrique Saavedra Barrozo, quien sustentó los gastos educativos de la familia.
Lucía fue una alumna estudiosa. Gustaba de leer, pintar, cabalgar, jugar al voleibol, ir en bicicleta y tomó también clases de ballet y piano. Cursó sus estudios primarios y secundarios en el Colegio Santo Domingo, de las Hermanas Dominicas, mientras que el bachillerato lo realizó en el Instituto Alfredo Vásquez Acevedo (IAVA). Terminados sus estudios secundarios, ingresó a la Facultad de Arquitectura de la Universidad de la República, hasta 1969, cuando decidió abandonarla.
Durante los años en que estudió en la facultad, Topolansky mantuvo una fuerte actividad gremial y política, mientras que también era partícipe de las actividades de la Parroquia Universitaria y colaboró con el padre Uberfil Monzón en las obras del asentamiento La Cachimba del Piojo.

## Ingreso al MLN
En 1967 ingresó junto con su hermana al Movimiento de Liberación Nacional-Tupamaros, siendo perseguidos y posteriormente derrotados por la policía en colaboración con las Fuerzas Armadas. Durante el periodo del MLN, conoció a José Mujica.
En 1970 fue apresada por la policía. Sin embargo, logró fugarse pocos meses más tarde, en la llamada Operación Estrella, en la cual se evadió junto a otras 37 presas que estaban recluidas en la Cárcel de Cabildo. En 1972 fue capturada nuevamente y trasladada a prisión, donde permanecería hasta 1985 cuando fue aprobada una amnistía. Durante sus años de prisionera, Topolansky, como otros presos políticos, fue víctima de torturas físicas y psicológicas. En 2005, tras convivir varios años, contrajo matrimonio con su pareja José Mujica.

## Carrera política

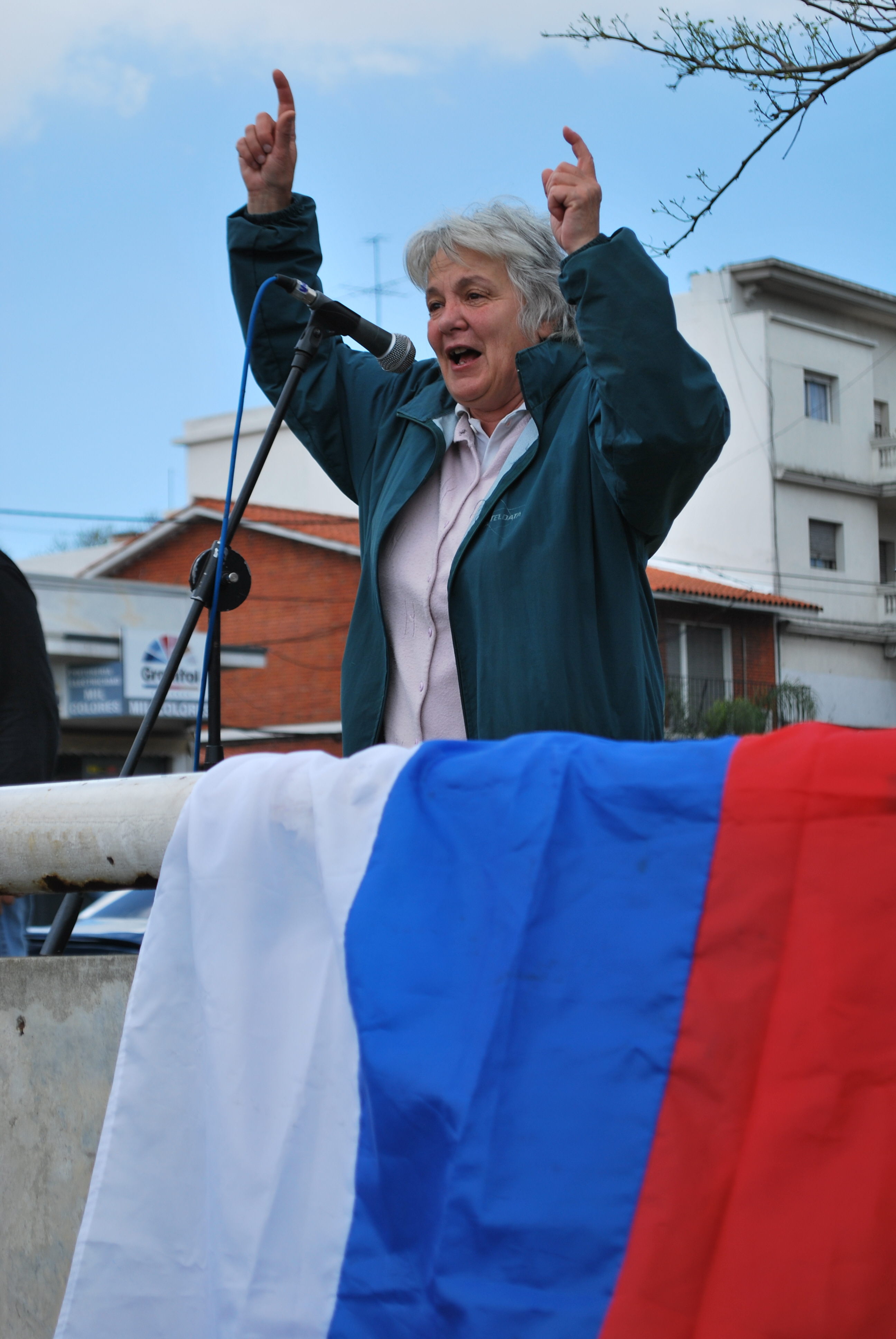
Lucía Topolansky en un acto de campaña del Espacio 609 de cara a las elecciones presidenciales de 2009.

Luego de que Topolansky recuperase su libertad, fundó junto con otros compañeros del MLN-T el Movimiento de Participación Popular, que se integró de inmediato al partido de izquierda mayoritario del Uruguay, el Frente Amplio, por 1989. Rápidamente pasa a integrar la Dirección Nacional del MPP y su Comité Ejecutivo Nacional.
En 1995 asumió como edila suplente de la junta departamental de Montevideo. Especializándose en las comisiones de área metropolitana, tránsito y transporte, e interjuntas. Cinco años más tarde, en el 2000, ingresó a la Cámara de Diputados, como suplente del diputado Jorge Quartino. Tras el fallecimiento de este, asumió el rol de diputada titular trabajando en la comisión de presupuesto y participando de la comisión de vivienda.
En las elecciones presidenciales y legislativas del 31 de octubre del 2004 encabezó las listas del MPP para integrar la Cámara de Diputados. Finalmente resultó elegida para el cargo, y su sector político obtuvo el mayor número de votos dentro del Frente Amplio, cantidad que incluso superó al total de votos del Partido Colorado, que había gobernado el periodo anterior.
El 1 de marzo de 2005 su pareja, José Mujica, que se desempeñaba como senador por el mismo sector, asumió la titularidad del Ministerio de Ganadería y ella, como su suplente, debió ocupar su banca en el Senado. Como senadora integró las comisiones de ciencia y tecnología; ganadería; agricultura y pesca; presupuesto; vivienda y ordenamiento territorial, así como la subcomisión de audiencias de la comisión de presupuesto y la comisión de hacienda y presupuesto de la asamblea general.
Ante la renuncia de su marido al sector MPP para ser el candidato presidencial, Lucía Topolansky se convirtió en una de las figuras más reconocidas del MPP. En las elecciones de octubre de 2009, encabezó la lista al senado del espacio 609 y fue la senadora más votada del país. Al ser la primera senadora de la lista más votada del lema más votado, el 15 de febrero de 2010 presidió la ceremonia de inicio de sesiones de la asamblea general. Por la misma razón, el 1 de marzo, día de la asunción presidencial, le correspondió a ella tomar juramento a su marido José Mujica como presidente del Uruguay, y a Danilo Astori como nuevo vicepresidente.
A instancias de viajes diplomáticos por parte del presidente y del vicepresidente (Mujica a España y Astori a Corea del Sur), el 26 de noviembre de 2010 asumió la presidencia temporal, convirtiéndose en la primera mujer presidenta del Uruguay. Su mandato finalizó el domingo 28 de noviembre al regresar Astori. Asumió interinamente la presidencia de la República, por ausencia simultánea del Presidente José Mujica y del Vicepresidente Danilo Astori entre el 23 y el 26 de mayo de 2013.
Topolansky fue reelegida senadora de la República por el Espacio 609 del Frente Amplio en las elecciones nacionales celebradas el 26 de octubre de 2014.
En enero de 2015 la senadora Topolansky aceptó ser una de los candidatos del Frente Amplio a Intendente de la capital precursada por el MPP grupo que lidera junto con José Mujica. Contó con el apoyo del denominado «Grupo de los 8» del FA, que está integrado por el Espacio 609, la lista 711, la Corriente de Acción y Pensamiento - Libertad (CAP-L), el Partido Comunista del Uruguay, el Frente Izquierda de Liberación (FIDEL), la Vertiente Artiguista, la lista 5005, la Liga Federal Frenteamplista y el Movimiento Alternativa Socialista (MAS). Finalmente la victoria fue para el socialista Daniel Martínez.

## Vicepresidenta de Uruguay

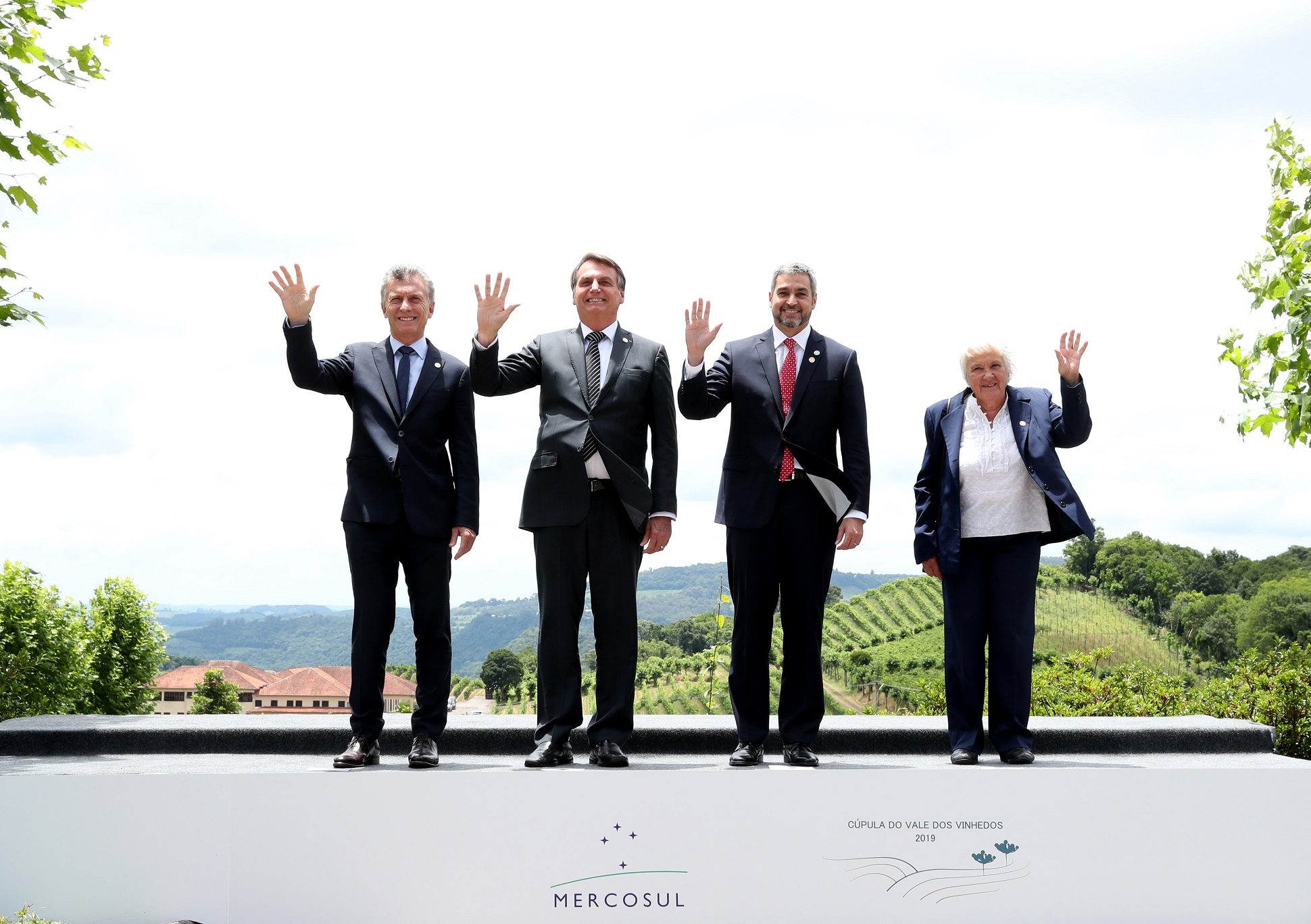
Lucía Topolansky en la cumbre de Jefes de Estado del Mercosur

El 13 de septiembre de 2017 asumió la vicepresidencia de Uruguay ante la renuncia de Raúl Sendic. Según establece la Constitución ante casos de ausencia del vicepresidente, el senador más votado y de la lista más votada, y segundo en la línea de sucesión presidencial es quien debe asumir la titularidad del cargo, debido a que este se encontraba impedido constitucionalmente, por haber ejercido como Presidente de la República en el período anterior. Topolansky, tercera senadora que cumplía con los requisitos constitucionales y tercera en la línea de sucesión debió asumir la vicepresidencia. De esta manera se convirtió en la primera mujer no electa en ejercer el cargo de Vicepresidente de la República.   
El 14 de febrero de 2020 dejó el cargo para asumir como senadora de la República el día 15 de febrero.